# Josie Pessoa
Josie da Silva Pessôa (Niterói, 23 de abril de 1988) é uma atriz e jornalista brasileira.

## Biografia
Josie Pessôa começou a se interessar pela carreira de atriz desde seus 6 anos de idade, quando começou a fazer teatro.
Josie é formada em Jornalismo pela Universidade Federal Fluminense (UFF) e também tem uma loja de roupas em parceria com sua a mãe, Nini, e sua prima, Raphaele, a Need Store.
Seu primeiro trabalho na televisão foi como Silvinha em Malhação e fez outras novelas e participações na Rede Globo.
Atuou também em Fina Estampa e Flor do Caribe. Em 2014 interpretou "Du" na telenovela Império, o que lhe rendeu o prêmio de atriz revelação nos Melhores do Ano 2014, no programa Domingão do Faustão. Na trama de Aguinaldo Silva ela fez par romântico com Daniel Rocha, com quem trabalhou novamente na peça "Inimigas de Infância".
Em 2018, trabalhou em O Sétimo Guardião, onde fez como a prostituta Luciana.

### Vida pessoal
Desde 2019, namora com o empresário Luiz Danielian. No começo de 2022 anunciou seu noivado com o empresário.

## Filmografia

### Televisão
| Ano       | Título            | Personagem                                                 | Nota     |
| --------- | ----------------- | ---------------------------------------------------------- | -------- |
| 2006      | Malhação          | Silvinha                                                   |          |
| 2007      | Zorra Total       | Guta                                                       |          |
| 2009      | Malhação          | Cris                                                       |          |
| 2010      | Araguaia          | Antoninha Rangel (jovem)                                   |          |
| 2011-2012 | Fina Estampa      | Ellen                                                      |          |
| 2013      | Flor do Caribe    | Katia                                                      |          |
| 2013-2014 | Além do Horizonte | Rose                                                       |          |
| 2014      | ATORmentados!     | Laila Müller                                               | Websérie |
| 2014-2015 | Império           | Eduarda Botticelli Medeiros de Mendonça e Albuquerque (Du) |          |
| 2018-2019 | O Sétimo Guardião | Luciana Bellatrix                                          |          |

### Cinema
| Ano  | Título               | Personagem |
| ---- | -------------------- | ---------- |
| 2013 | Entre Amores         | Sandy      |
| 2025 | Resistir e Recomeçar |            |

### Internet
| Ano  | Título                   | Notas         |
| ---- | ------------------------ | ------------- |
| 2014 | Dilsinho - A Vingança    | Convidada     |
| 2020 | Energia para cantar      | Apresentadora |
| 2020 | Leitura Viva             | Convidada     |
| 2021 | Textos De Quinta         | Convidada     |
| 2021 | Em que livro você viaja? | Apresentadora |

## Teatro
| Ano  | Título                               | Personagem                    |
| ---- | ------------------------------------ | ----------------------------- |
| 2005 | E Agora, O que Eu Faço com O Pernil? |                               |
| 2008 | Fala Sério, Mãe!                     |                               |
| 2015 | Inimigas de Infância                 | Victória                      |
| 2016 | E o Vento Vai Levando Tudo Embora    | Bia                           |
| 2016 | O Grande Amor da Minha Vida          |                               |
| 2016 | Comédiocracia                        |                               |
| 2017 | Neura                                | Regina Antônia, Clara e Metri |
| 2017 | Oi, quer teclar?                     | Amanda                        |
| 2019 | Mundo ideal                          |                               |

## Prêmios e indicações
| Ano  | Prêmio          | Categoria              | Trabalho           | Resultado | Ref          |
| ---- | --------------- | ---------------------- | ------------------ | --------- | ------------ |
| 2014 | Melhores do Ano | Melhor Atriz Revelação | Eduarda em Império | Venceu    | [ 6 ] [ 15 ] |